# Friedrich Widmann (Domänendirektor)

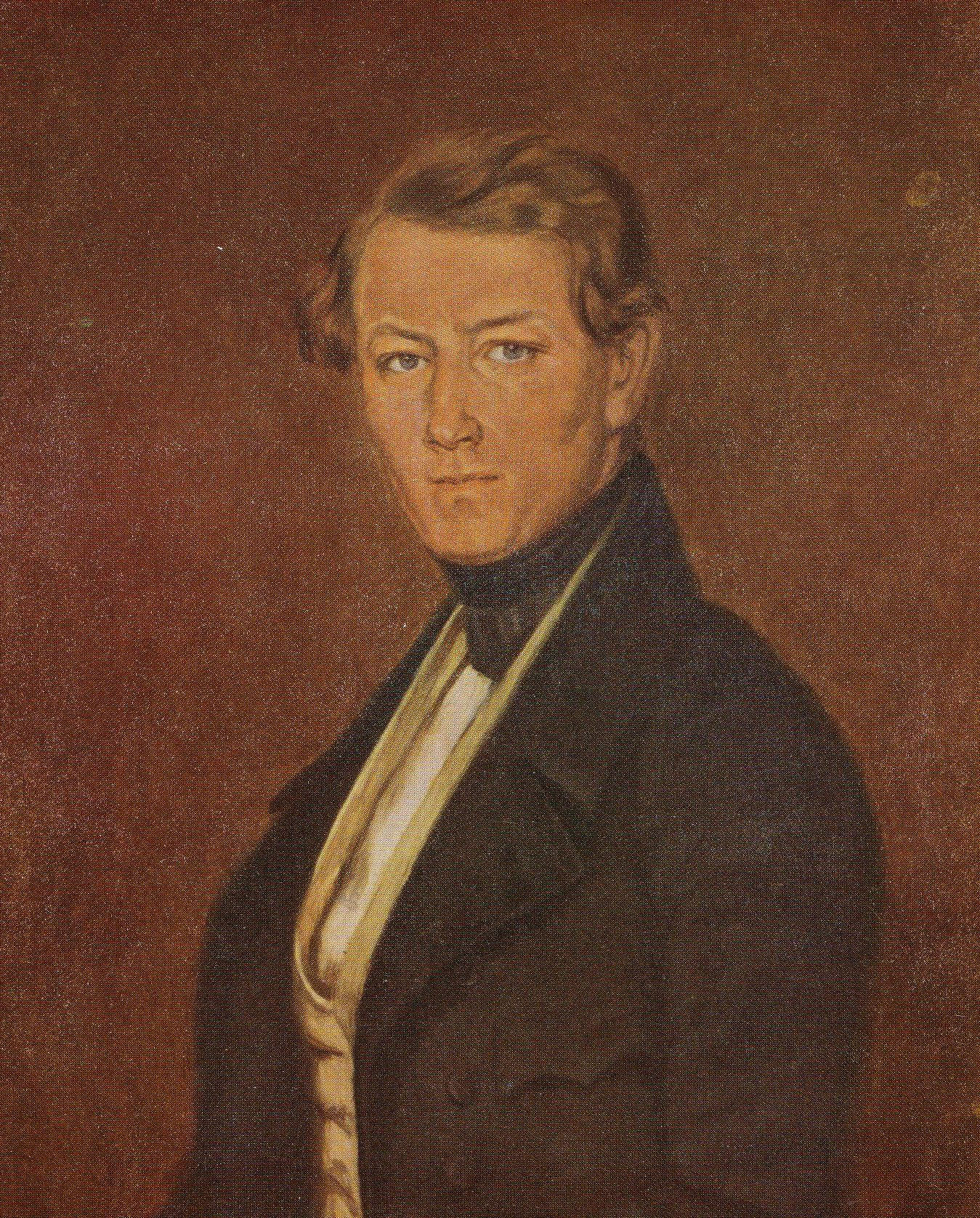
Friedrich Widmann

Friedrich Alexander Napoleon Widmann (* 10. Dezember 1805 in Buchau, Oberschwaben; † 8. Juni 1876 in Eglofs, Württemberg) war ein deutscher Jurist und Domänendirektor.

## Leben
Seit dem 10. November 1825 studierte Widmann Rechtswissenschaft an der Eberhard Karls Universität Tübingen. Er wurde Mitglied des Corps Allemannia I, das im selben Monat aufgelöst wurde. Er stiftete das Corps Rhenania Tübingen, das ihn zum ersten Senior wählte. Bei einer Körpergröße von 2,10 m erwies er sich als hervorragender Fechter. Als er nach dem Examen die Universität verließ, wurde er mit einem glanzvollen Comitat verabschiedet und bis Rottenburg am Neckar gebracht.
1829 war er als Referendar wieder in Tübingen, dann Aktuar und Notar bei den Fürstlich Thurn und Taxischen Amtsgerichten in Scheer und Obermarchtal. Ende 1836 trat er als Rentmeister in Zeil-Trauchburgische Dienste und wurde Fürstlich Zeilscher Bezirksamtmann des Amtes Ober-Zeil (später Teil des Oberamtes Leutkirch) und Domänendirektor auf Schloss Zeil. Ende der 1850er Jahre siedelte er als Domänendirektor des Fürsten Alfred I. zu Windisch-Graetz nach Eglofs über. Daneben blieb er als juristischer Berater dem Fürsten Constantin von Waldburg-Zeil verbunden. Fürst Waldburg-Zeil war Mitglied des Corps Rhenania Freiburg. Rhenania Tübingen verlieh Widmann 1848 das Ehrenband.
Verheiratet war er in erster Ehe (1837) mit Anna Josefa geb. v. Boscher, der Schwester seines Corpsbruders  Anton v. Boscher, in zweiter Ehe (1862) mit Creszentia geb. Bentele. Aus beiden Ehen gingen fünf Töchter und zwei Söhne hervor, von denen der eine 1865 als Priester, der andere 1875 als Nachfolger im Amte seines Vaters starb. Sein Vetter Karl Widmann († 1875) war Tübser Rhenane und Heidelberger Schwabe.